# WISE 1506+7027
WISEPC J150649.97+702736.0 (abbreviato come WISE 1506+7027, o WISE J1506+7027) è una nana bruna con spettro di classe T6, localizzata nella costellazione dell'Orsa Minore. Trovandosi a circa 11,1 anni luce è uno degli oggetti con queste caratteristiche più vicini alla Terra. Altre nane brune vicine al sistema solare sono: ε Indi Ba and ε Indi Bb a 11,8 anni luce e WISE 0350-5658 a 12,1 anni luce.

## Scoperta
WISE 1506+7027 è stato scoperto da J. Davy Kirkpatrick et al. attraverso la missione Wide-field Infrared Survey Explorer (WISE) durata dal dicembre 2009 al febbraio 2011. Nel 2011 pubblicarono i loro risultati sull'Astrophysical Journal.